# Svarteborgs socken
Svarteborgs socken i Bohuslän ingick i Tunge härad, ingår sedan 1974 i Munkedals kommun och motsvarar från 2016 Svarteborgs distrikt.
Socknens areal är 139,9 kvadratkilometer, varav land 133,21. År 2000 fanns här 2 722 invånare. Tätorterna Dingle och Hällevadsholm samt sockenkyrkan Svarteborgs kyrka ligger i socknen. 

## Administrativ historik
Svarteborgs socken har medeltida ursprung. Socknen införlivade under medeltiden Aspångs socken och på 1500-talet Tose socken.
Vid kommunreformen 1862 övergick socknens ansvar för de kyrkliga frågorna till Svarteborgs församling och för de borgerliga frågorna bildades Svarteborgs landskommun. Landskommunen utökades 1952 och uppgick 1974 i Munkedals kommun. Församlingen uppgick 2010 i Svarteborg-Bärfendals församling.
1 januari 2016 inrättades distriktet Svarteborg, med samma omfattning som församlingen hade 1999/2000.  
Socknen har tillhört län, fögderier, tingslag och domsagor enligt vad som beskrivs i artikeln Tunge härad. De indelta soldaterna tillhörde Bohusläns regemente, Stångenäs, Bullarens och Sotenäs kompanier och de indelta båtsmännen tillhörde 1:a Bohusläns båtsmanskompani.

## Geografi och natur
Svarteborgs socken ligger nordväst om Uddevalla kring södra delen av Södra Bullaresjön och genomkorsas av Berghemsmoränen. Socknen består av sprickdalar omgivna av en kuperad sjörik skogsbygd.
Det kommunala naturreservatet Gunnarsbo ligger i socknen. De största insjöarna är Södra Bullaresjön som delas med Mo och Naverstads socknar i Tanums kommun, Kärnsjön som delas med Hede och Håby socknar i Munkedals kommun och Aspen.
I kyrkbyn Svarteborg fanns förr ett gästgiveri.

## Historia
Legenden om kung Rane utspelas delvis i Svarteborg.

## Fornlämningar
Över 100 boplatser från stenåldern har påträffats. Från bronsåldern finns gravrösen, skålgropsförekomster och cirka 30 hällristningar. Från järnåldern finns 20 gravfält och fem fornborgar.

## Befolkningsutveckling
| Befolkningsutveckling i Svarteborg socken 1571-1910                                          | Befolkningsutveckling i Svarteborg socken 1571-1910 | Befolkningsutveckling i Svarteborg socken 1571-1910 | Befolkningsutveckling i Svarteborg socken 1571-1910 | Befolkningsutveckling i Svarteborg socken 1571-1910 |
| -------------------------------------------------------------------------------------------- | --------------------------------------------------- | --------------------------------------------------- | --------------------------------------------------- | --------------------------------------------------- |
|                                                                                              |                                                     |                                                     |                                                     |                                                     |
| År                                                                                           |                                                     |                                                     | Invånare                                            |                                                     |
| 1571                                                                                         | 1571                                                |                                                     | 380                                                 | 380                                                 |
| 1620                                                                                         | 1620                                                |                                                     | 617                                                 | 617                                                 |
| 1699                                                                                         | 1699                                                |                                                     | 1 200                                               | 1 200                                               |
| 1718                                                                                         | 1718                                                |                                                     | 1 261                                               | 1 261                                               |
| 1735                                                                                         | 1735                                                |                                                     | 1 696                                               | 1 696                                               |
| 1751                                                                                         | 1751                                                |                                                     | 1 724                                               | 1 724                                               |
| 1780                                                                                         | 1780                                                |                                                     | 1 723                                               | 1 723                                               |
| 1805                                                                                         | 1805                                                |                                                     | 1 883                                               | 1 883                                               |
| 1830                                                                                         | 1830                                                |                                                     | 2 642                                               | 2 642                                               |
| 1865                                                                                         | 1865                                                |                                                     | 3 294                                               | 3 294                                               |
| 1880                                                                                         | 1880                                                |                                                     | 2 938                                               | 2 938                                               |
| 1900                                                                                         | 1900                                                |                                                     | 2 484                                               | 2 484                                               |
| 1910                                                                                         | 1910                                                |                                                     | 2 444                                               | 2 444                                               |
| Källa: Andersson Palm, Lennart (2000). Folkmängden i Sveriges socknar och kommuner 1571-1997 |                                                     |                                                     |                                                     |                                                     |

Befolkningen ökade från 1762 år 1810 till 3191 år 1860 varefter den minskade till 2444 år 1910 då den var som lägst under 1900-talet. Till 1990 ökade folkmängden på nytt till 2939.

## Namnet
Namnet skrevs på 1320-talet Suartaborgh och kommer från byn med samma namn. Efterleden är borg, troligen med betydelsen 'berg(avsats) med brant sida, brant höjd'. Förleden kan innehålla ett äldre namn på en bäck, Svarta, syftande på mörkt vatten.

## Kända personer från Svarteborgs socken
- Thomas Thorild
- Anton Julius Carlson